# 池田和臣
池田 和臣（いけだ かずおみ、1950年2月10日 - ）は、国文学者、中央大学名誉教授。専門は『源氏物語』の表現・方法の研究、および文献資料（古筆切）の研究。妻は板坂則子。

## 来歴
東京都新宿区生まれ。早稲田大学文学部日本文学科卒、1978年、東京大学大学院人文科学研究科博士課程中退、茨城大学人文学部専任講師、1981年助教授。1993年、中央大学文学部教授、2021年定年退職、名誉教授。2002年「源氏物語表現構造と水脈」で博士（文学）（東京大学）。書芸文化院平安書道研究会客員講師。

## 著書
- 『源氏物語表現構造と水脈』武蔵野書院 2001
- 『逢瀬で読む源氏物語』アスキー新書 2008
- 『古筆資料の発掘と研究 残簡集録散りぬるを』青簡舎 2014

### 共編著
- 『えんぴつで書いて読んで恋する和歌 古今・新古今和歌集』岡田崇花共著 アスキー 2006
- 『飯島本源氏物語』全10巻 編・解説 笠間書院 2008-09
- 『あきのの帖 良寛禅師萬葉摘録』萬羽啓吾共編著 青簡舎 2012
- 『旺文社国語辞典』第11版 山口明穂,和田利政共編 旺文社 2013

## 論文
- Cinii